# Ur
Ur (lingua sumera: Urim, cuneiforme: 𒋀𒀕𒆠 URIM2KI o 𒋀𒀊𒆠 URIM5KI; arabo: أور) fu un'antica città della bassa Mesopotamia, situata vicino all'originale foce del Tigri e dell'Eufrate, sul golfo Persico. A causa dell'accumulo di detriti, oggi le sue rovine si trovano nell'entroterra, nell'odierno Iraq, 15 chilometri a occidente dell'attuale corso dell'Eufrate vicino alla città di Nasiriyah (Governatorato di Dhi Qar), a sud di Baghdad.
Oggi la città è chiamata Tell el-Mukayyar.
Da un punto di vista archeologico, gli scavi condotti a Ur hanno offerto centinaia di documenti scritti.
Dal 2016, il sito di Ur è divenuto patrimonio dell'umanità

## Monumenti principali
La maggiore fonte di reperti, nonché l'area di scavo più estesa, consiste nel cimitero reale di Ur. Le tombe riesumate superano le 1850 unità, fra le quali 16 si sono distinte per la ricchezza di corredi funerari, principalmente vasellame, oltre ad armi, monili in metalli preziosi e addirittura strumenti musicali decorati con pietre preziose.
Nel sito archeologico di Ur spiccano le rovine di una imponente ziqqurat (alta 21 metri) ed ancora in gran parte intatto un tempio dedicato a Nanna, la divinità della luna nella mitologia sumera. La Ziqqurat fu costruita in mattoni, i quali nella parte bassa sono tenuti uniti con il bitume, invece nella parte superiore venne utilizzata a tale scopo la malta per aumentare la leggerezza della struttura. Ur, nel suo momento di massimo splendore, poteva raggiungere una popolazione di oltre 30.000 abitanti. Secondo gli storici, Ur fu la più grande città del mondo dal 2030 a.C. al 1980 a.C., con una popolazione di circa 65.000 abitanti.

## Storia
Ur fu uno dei primi insediamenti abitati della bassa Mesopotamia i cui reperti più antichi sono databili antecedentemente al 4000 a.C.. Ur crebbe e da centro agricolo e pastorale si trasformò divenendo una vera e propria città con uno sviluppo delle attività artigianali e commerciali. Attorno al 2600 a.C., il clima della Bassa Mesopotamia mutò gradualmente da relativamente umido a secco, causando lo spostamento degli abitanti dalla città alle piccole comunità di villaggi di agricoltori dove risultava più facile far fronte ai periodi di forte siccità. Nella seconda metà del terzo millennio a.C. si ebbe dunque una contrazione della città, la quale rimase tuttavia fiorente durante tutta la Terza dinastia di Ur e divenne parallelamente il principale centro di culto della dea Inanna.

### Diluvio sumerico
Dopo la fase di Ubaid si riscontra uno strato di fango alluvionale, che l'archeologo Woolley interpretò come la prova di una grande alluvione, anche conosciuta come diluvio sumerico, che si potrebbe intendere come la verità storica dietro a quanto raccontato nella Torah e nella Bibbia. Si ha poi una fase in cui la città fu sotto l'egemonia di Uruk, e infine il periodo di Gemdet Nasr nella quale furono elevati alcuni edifici, come una ziqqurat e delle tombe.
La posizione di Ur era molto favorevole in quanto nell'antichità il fiume Eufrate scorreva nei pressi delle mura della città; grazie al controllo di questa importante via di comunicazione, che collegava la regione al mare, Ur raggiunse un notevole sviluppo commerciale. È noto che la città commerciava via mare e via terra con l'Arabia.
In questo periodo vennero costruite molte belle tombe, compresa quella della regina Puabi. In questi sacrari sono stati ritrovati alcuni manufatti che accennano ai nomi dei re Meskalamdug, Akalamdug e Abargi. Dopo la fase di Gemdet-Nasr, i re di Ur divennero infatti gli effettivi governanti di Sumer, durante la Prima dinastia di Ur (2550-2340 a.C.) stabilita dal re Mesannepada (o Mesanepada, Mes-Anni-Padda), il cui nome appare sulla lista dei re, oltre ad essere menzionato come figlio di Meskalamdug su un manufatto ritrovato.

Durante questa dinastia, forse proprio a opera di Mesennepada, fu costruita una ziqqurat che verrà poi incorporata in quella della terza dinastia.
Nella fase conclusiva della Prima dinastia, Ur perse importanza e prestigio a favore di Lagash e infine la Prima dinastia si concluse con l'attacco degli Accadi guidati dal re Sargon, intorno al 2340 a.C.

### II e III Dinastia
Della Seconda dinastia che seguì si conosce assai poco, in quanto la città era in piena decadenza.
La terza dinastia fu stabilita quando il re Ur-Nammu (o Urnammu) salì al potere, regnando dal 2112 al 2094 a.C. Durante il suo regno furono costruiti mura, templi, inclusa la nuova ziggurat basata sulle fondazioni di quella della Prima dinastia, e fu migliorata l'agricoltura attraverso l'uso di impianti di irrigazione. Il suo codice di leggi (un frammento è stato identificato a Istanbul nel 1952) è il più vecchio documento conosciuto, anteriore anche al codice di Hammurabi. Lui e il suo successore, il figlio Shulgi, furono entrambi deificati durante i loro regni e, dopo la morte, Ur-Nammu continuò a sopravvivere come figura leggendaria: una delle opere della letteratura sumerica giunte fino a noi ci descrive la morte di Ur-Nammu e il suo viaggio negli inferi (Viaggio di Urnammu agli inferi).
La terza dinastia cadde nel 2004 a.C. (secondo il computo della cronologia media, 1940 a.C. secondo quella breve) quando gli Elamiti catturarono il re Ibbi-Sin e distrussero la città; il Lamento per Ur commemora questo evento. Successivamente la città venne catturata dai Babilonesi.
Sotto i re di Isin e di Larsa (2000-1800 a.C.) la città fu restaurata. Di questo periodo i resti più significativi sono le case private, che ci danno un ritratto fedele della vita della città fra il III e il II millennio a.C. Le case avevano l'aspetto di odierne ville, per lo più con due piani per un totale di 13 o 14 stanze. Il piano inferiore era costituito solidamente da mattoni cotti, quello superiore di quadroni di argilla; le pareti erano lisce, intonacate e imbiancate. L'entrata era succeduta da un piccolo atrio dove erano situate vasche per lavarsi mani e piedi. Da lì si entrava nell'ampio e luminoso cortile interno pavimentato con bellissime lastre. Intorno al cortile erano distribuite la sala da ricevimento, la cucina, le stanze d'abitazione e della servitù, la cappella di culto. Una scalinata portava al piano superiore dove erano situate le stanze da letto e i bagni. Tra le mura delle case sono venuti alla luce tutti gli arredamenti e la dotazione di ciascuna residenza patrizia sumera: frammenti di pentole, vasi, anfore e tavolette d'argilla piene di iscrizioni.
La penultima fase di costruzione avvenne sotto re cassiti, attorno al 1400 a.C. Di questo periodo si ricorda Kurigalzu II che ricostruì il grande cortile del santuario di Nannar e il santuario di Ninga.

### Ricostruzione di Nabucodonosor II

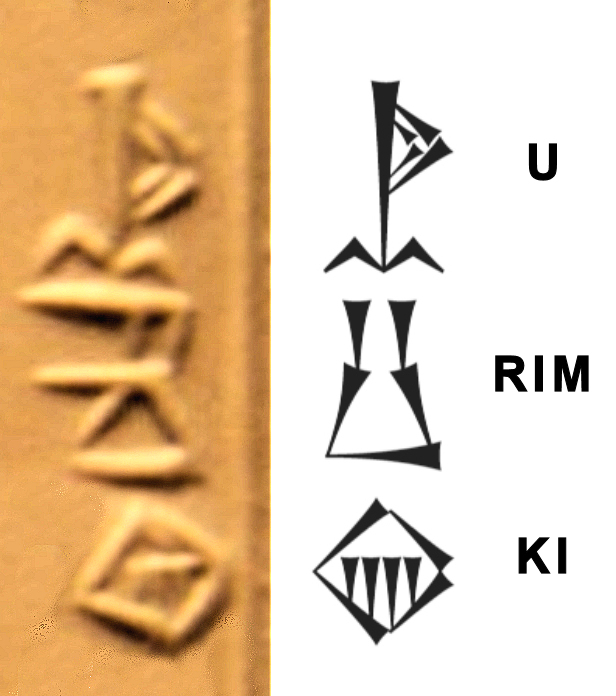
Il nome della città scritto in sumero

Nel VI secolo a.C. ad Ur ci fu l'ultima ricostruzione edilizia sotto il re Nabucodonosor II di Babilonia. L'ultimo re babilonese, Nabonido, restaurò la ziggurat di Nanna. Attorno al 550 a.C., con la caduta dell'impero babilonese ad opera dei Persiani, la città iniziò il suo declino ed essa non venne più abitata dal 500 a.C., probabilmente a causa della sempre maggiore siccità, del cambiamento del corso del fiume Eufrate e dell'interramento del Golfo Persico.

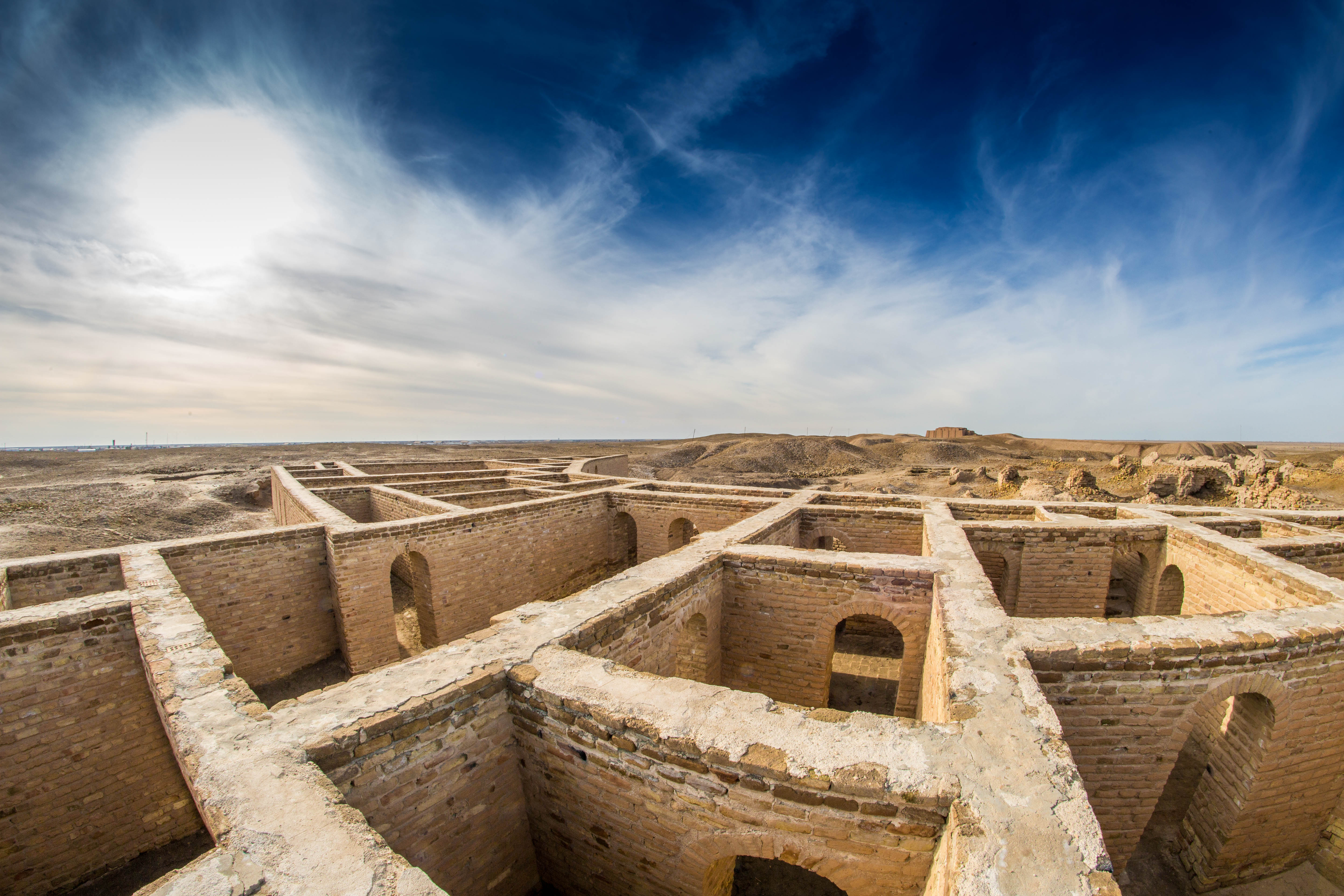
Sito archeologico di Ur chiamato "Casa di Abramo"

## Ur biblica
Ur è considerata da molti come la città di Ur Kasdim che viene nominata più volte nel libro della Genesi come il luogo di nascita del patriarca Abramo.
Ur è nominata quattro volte nell'Antico Testamento, con la distinzione "di Kasdim/Kasdin" - reso tradizionalmente in italiano come "Ur dei Caldei" riferendosi alla popolazione dei Caldei che si erano stanziati lì vicino già intorno al 900 a.C. Nella Genesi, il nome appare in 11:28, in 11:31 e in 15:7. Nel Neemia 9:7 il singolo passaggio che accenna ad Ur è una parafrasi della Genesi.

Nel libro dei Giubilei si afferma che Ur è stata fondata nel 1687 Anno Mundi da Ur figlio di Kesed, probabile discendente di Arphaxad, inoltre si afferma che durante quello stesso anno iniziarono le guerre sulla Terra. 
(Libro dei Giubilei 11:3)

## Archeologia
Nella prima metà del XVII secolo, il luogo fu visitato da Pietro Della Valle, che registrò la presenza di mattoni antichi timbrati con simboli sconosciuti, cementati insieme a bitume, così come parti di marmo nero incise.

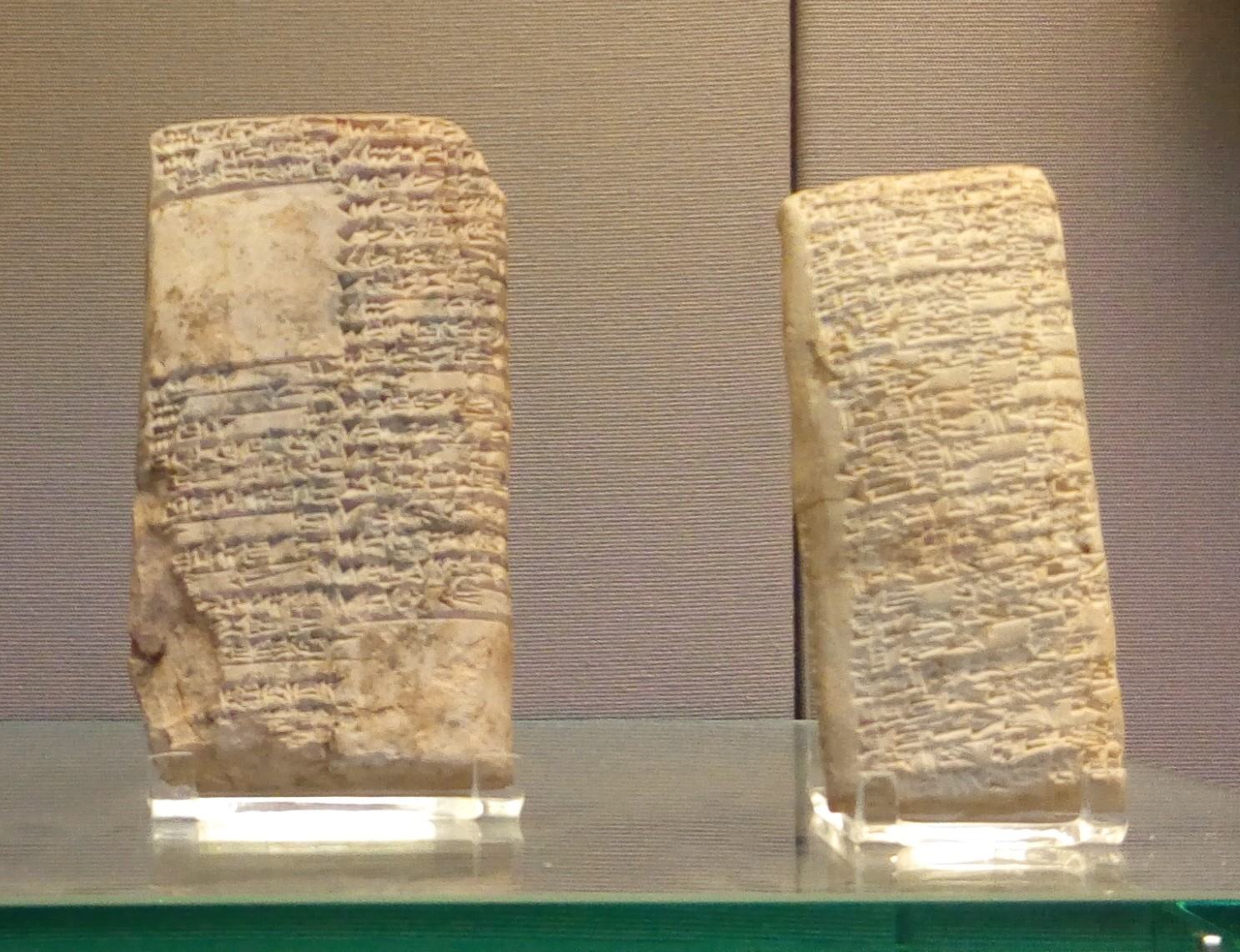
Due tavolette utilizzate presumibilmente nel commercio, rinvenute a Ur

Il primo scavo fu eseguito dal console britannico J.E. Taylor, che riportò alla luce una parte della ziggurat. Furono ritrovati cilindri di terracotta recanti iscrizioni in caratteri cuneiformi ai quattro angoli sulla sommità della ziggurat. Le iscrizioni appartenevano a Nabonido, l'ultimo re di Babilonia (539 a.C.), le quali si concludevano con una preghiera per il suo figlio Belshar-uzur (Bel-ŝarra-Uzur), il Baldassarre del libro di Daniele. Furono trovate tracce di una antecedente restaurazione ad opera di Ishme-Dagan di Isin, di Gimil-Sin di Ur e di Kuri-galzu, un re cassita di Babilonia del XIV secolo a.C. Taylor fece ulteriori scavi e in tutta la città trovò abbondanti resti di sepolture di epoca posteriore. Apparentemente, negli ultimi tempi Ur si era trasformata in un luogo di sepoltura, e quindi la città, anche dopo il suo abbandono, continuò ad essere usata come necropoli.

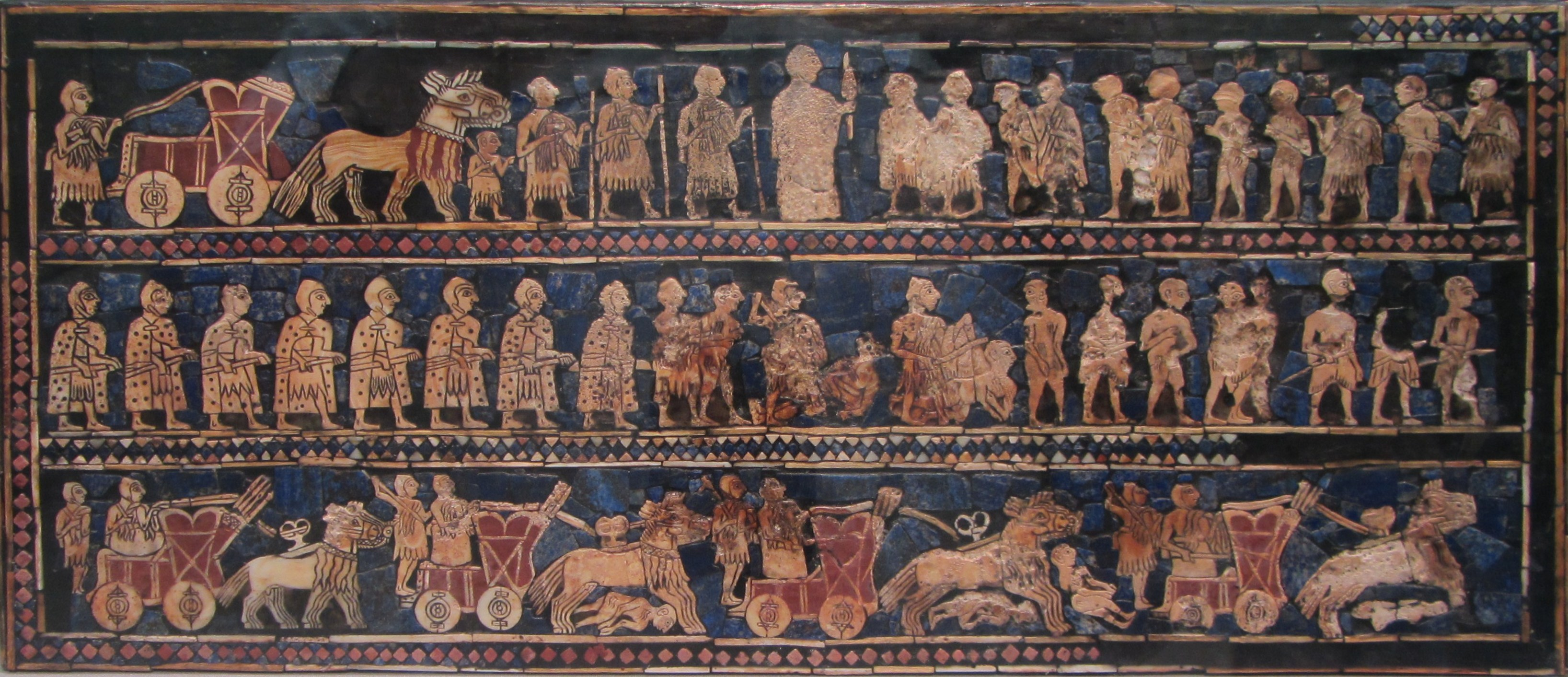
Lo stendardo di Ur, ritrovato in una tomba della città

La prima campagna di scavi vera e propria ebbe luogo nel 1919 e fu diretta da H. R. Hall; in seguito, dal 1922, una missione comune del British Museum e dell'università di Pennsylvania, diretta da L. Woolley, vi scavò per dodici anni consecutivi. Furono scoperte un totale di circa 1.850 sepolture, comprese sedici che furono descritte come “tombe reali” in quanto non solo contenevano un gran numero di importanti manufatti, ma anche a causa del diverso rituale di sepoltura nel quale intervenivano sacrifici umani. Infatti, per scortare il re o la regina nell'aldilà, erano immolati, più o meno volontariamente, cortigiani, domestici, guardie e musicisti di corte. La maggior parte delle tombe reali erano datate al 2600 a.C. circa. I ritrovamenti includevano anche la tomba intatta della regina Puabi. Ben diciassette vittime umane, tra cui dieci dame della corte con addosso bellissimi ornamenti d'oro, di lapislazzuli e di corniola furono sepolte insieme a lei. Anche in molte altre tombe sono state scoperte vittime umane e stupendi manufatti, come lo Stendardo di Ur.
Vicino allo ziggurat di Nanna furono inoltre scoperti il tempio di E-nun-mah e le costruzioni di E-dub-lal-mah (eretto per un re), E-gi-par (residenza del sommo sacerdote) e E-hur-sag (una costruzione templare). Fuori dalla zona dei templi, furono ritrovate molte case usate nella vita di tutti. Gli scavi, inoltre, si spinsero sotto lo strato reale delle tombe portando alla luce uno strato spesso 3,5 metri di argilla alluvionale e altri strati più antichi come quelli del periodo di Ubaid, nella quale si formarono i primi insediamenti nella Mesopotamia del sud. Woolley successivamente scrisse molti articoli e libri sulle sue scoperte.
La maggior parte dei tesori dissotterrati ad Ur si trovano ora al British Museum e all'University of Pennsylvania Museum of Archaeology and Anthropology.

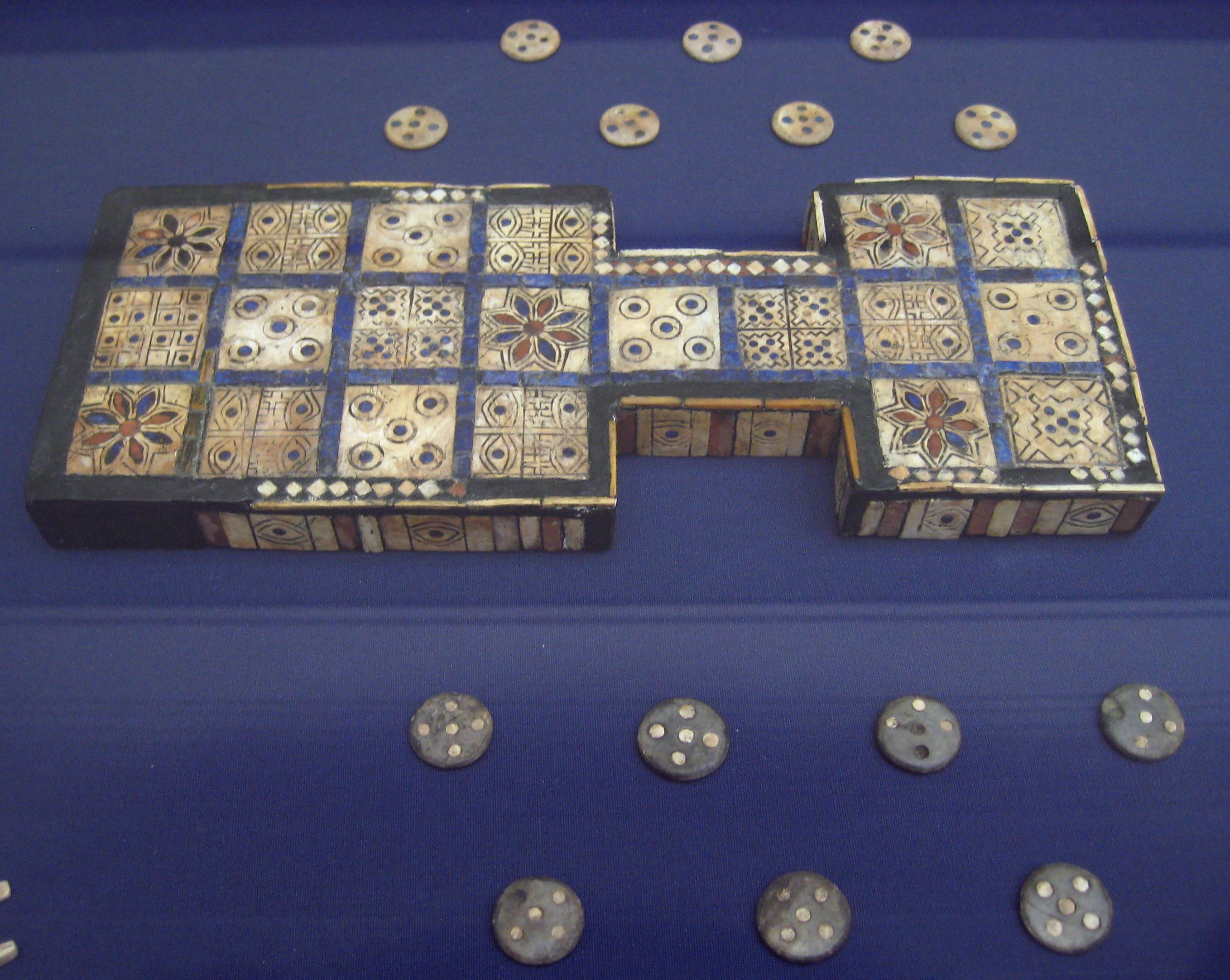
Il gioco reale di Ur, British Museum

È di Ur anche il più antico gioco da tavolo che sia mai stato scoperto, ossia il gioco reale di Ur.

## Accesso ai turisti
Non c'è un villaggio moderno nelle vicinanze di Ur, e a causa di ciò la città non ha mai ricevuto molti visitatori, anche se il sito è stato reso accessibile. Durante il regime di Saddam Hussein fu costruita una base militare adiacente al sito, il quale divenne inaccessibile per qualsiasi viaggiatore. All'inizio degli anni novanta fu consentito a una manciata di viaggiatori di fare un giro del luogo, scortati dai soldati, ma non fu loro permesso arrampicarsi sulla ziggurat a causa della possibilità di osservare la vicina base militare. Subito dopo questo episodio, l'invasione irachena del Kuwait rese impossibile ulteriori visite e vi fu grande preoccupazione per la prossimità della base militare al sito archeologico. Preoccupazioni che si sono ridestate quando l'Iraq è stato invaso nel 2003 dalle forze di coalizione guidate dagli Stati Uniti per abbattere il regime di Saddam Hussein.

## La ziggurat di Ur
La prima ziggurat di Ur fu costruita nel 2550 a.C. durante la prima dinastia, poi fu distrutta dagli Accadi. Il re Ur-Nammu della terza dinastia più o meno nel 2100 a.C. fece costruire una nuova ziggurat sulle fondamenta di quella precedente. La ziggurat era in onore del dio della luna Nanna (o Nannar) e alla sua paredra Ningal. Intorno ad essa si trovava un recinto sacro in cui c'erano un piccolo tempio-tesoriera, un palazzo e la casa della sacerdotessa.
La base della ziggurat misura 62,5 x 43 metri e l'altezza quasi 21 metri. Come le altre ziggurat, è una piramide a gradoni. L'altezza dei piani diminuisce progressivamente: il più in basso è di 12 metri, il mediano di 5, il più in alto di 3.
Le pareti, invece di alzarsi verticalmente, si inclinano molto verso l'interno, suggerendo l'idea del moto ascensionale. Per creare un armonioso legame tra i piani tre scalinate, ognuna di 100 gradini convergono sotto una torre di guardia a forma di cupola. Le scalinate laterali erano riservate ai civili, mentre la scala centrale poteva essere percorsa solo dai sacerdoti. Le pareti sono leggermente curvate per evitare l'effetto ottico che esse si pieghino verso l'interno. Il tempio di Nanna si trovava in cima. Il materiale con cui è stata costruita è il mattone.